# 정희재
정희재(1989년 12월 18일 ~)은 대한민국의 농구 선수이다. 2012년 KBL 드래프트에서 2라운드 전체 4순위로 전주 KCC 이지스에 지명되었다.

## 학력
- 모덕초등학교 졸업
- 대연중학교 졸업
- 홍익대학교 사범대학 부속고등학교 졸업
- 고려대학교 체육교육학사

## 경력
- 2013년 ~ 2019년 : 전주 KCC 이지스
- 2019년 ~ 2024년 : 창원 LG 세이커스
- 2024년 ~ 현재 : 고양 소노 스카이거너스